# Plocamiancora strongylatus
Plocamiancora strongylatus är en svampdjursart. Plocamiancora strongylatus ingår i släktet Plocamiancora, och familjen Myxillidae. Arten är reproducerande i Sverige.